# Ekonomiåret 2012

## Händelser

### Augusti
- 20 augusti - Apple Inc. når en börskurs på 660 USD och ett börsvärde på 619 miljarder USD, vilket är det största börsvärde som ett enskilt företag dittills någonsin värderats till, i löpande penningvärde. Det tidigare rekordet stod Microsoft för under december 1999.

### Okänt datum
- Eurokrisen

## Bildade företag
- Crescit Asset Management, svensk fondförvaltare.

## Uppköp
- Volvo Aero, svensk flygmotortillverkare säljs till GKN och bildar GKN Aerospace Sweden.

## Konkurser
- 27 juli – OLT Express, polskt flygbolag.

## Priser och utmärkelser
- 24 december - Hörlurar är "Årets julklapp" i Sverige.[1]

## Avlidna
- 5 april – Christer Zetterberg, 70, svensk företagsledare.
- 8 april – Jack Tramiel, 83, grundare av Commodore Business Machines.

### Fotnoter
1. ↑  Katarina Hugo (21 november 2012). ”Det blev årets julklapp”. Svenska Dagbladet. http://www.svd.se/naringsliv/arets-julklapp-horlurar_7687100.svd.